# ヤン・ペーター・バルケネンデ
ヤン・ペーター・バルケネンデ（オランダ語：Jan Peter Balkenende、 Jan Peter Balkenende、1956年5月7日 - ）は、オランダの政治家。キリスト教民主アピール所属。4期に渡って第49代オランダ首相を務めた。

## 少年時代
1956年6月7日にオランダのカペレ近郊にあるビーゼリンヘで誕生した。父親は穀物商で、母親は教師という家庭であった。現在、バルケネンデはカペレ・アーン・デン・エイセルに妻と娘と共に住んでいる。またバルケネンデ自身は首相公邸ではなく、デン・ハーグ市内にあるアパートを借りている。

## 学生時代
バルケネンデはプロテスタント系の初等学校に通学していた。またフースで中等教育を受け、1974年に中等学校を卒業した。
その後アムステルダムにある自由大学で学び、1980年に歴史学で文学修士・1982年にオランダ法学で法学修士・1992年に法学で博士号を取得した。

## 政治経歴

### 政界入り直後
政界での経歴はキリスト教民主アピールの研究機関の職員から始まり、その後アムステルフェーンの市議会議員となった。この頃に共同体主義者であるアミタイ・エツィオーニの影響を強く受け、論文 "Overheidsregelgeving en maatschappelijke organisaties"（日本語仮訳「行政法規と社会団体」）で哲学博士を取得した。その後アムステルダム自由大学でキリスト教社会思想の員外教授となった。
1988年5月19日、キリスト教民主アピールは野党であったが、バルケネンデは第2院の議員となった。バルケネンデはキリスト教民主アピールで財政を専門として活動し、また社会問題・司法・国内問題にも携わっていった。この活動においてバルケネンデは国債の削減と財政健全化を訴えていくようになった。
2001年10月1日、バルケネンデはヤープ・デ・ホープ・スヘッフェルの後任としてキリスト教民主アピールの議員団長に選出された。同年11月3日には翌年5月の選挙において比例名簿の最上位となることが決まった。選挙の結果キリスト教民主アピールは第2院における最大政党の地位を奪回した。

### 首相在任期

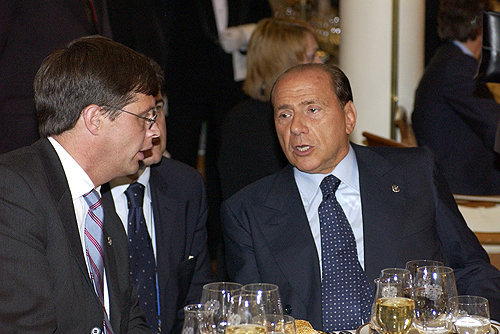
バルケネンデとイタリアのシルヴィオ・ベルルスコーニ首相（2003年5月30日）

バルケネンデは4期に渡って首相を務めている。

#### 第1次政権
2002年7月4日には総選挙後にウィム・コック首相が辞任を表明したことを受けてベアトリクス女王はバルケネンデに新政権の樹立を要請した。第1次バルケネンデ政権にはピム・フォルタイン・リストが加わったが、その代表だったピム・フォルタインは選挙の数日前に暗殺されている。ところがピム・フォルタイン・リストの内部対立で政権が不安定化し、発足から僅か86日後に第1次バルケネンデ政権は終了した。

#### 第2次政権

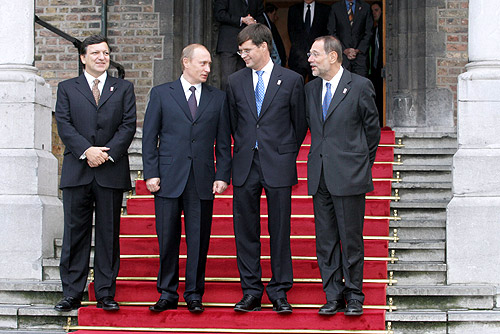
左から欧州委員会のバローゾ委員長、ロシアのプーチン大統領、バルケネンデ首相、ソラナ上級代表（2004年11月25日）

2003年の総選挙を経て、バルケネンデはリベラル系の自由民主国民党と革新系の民主66との連立で第2次政権を樹立した。中道右派連立政権の首班となったバルケネンデが掲げた政策はオランダの行政改革・犯罪抑止・強硬な移民政策・歴史的に大幅な歳出の削減といった政策を中心に展開した。また政権発足後間も無く始まったイラク戦争を支持、反戦世論が強かったヨーロッパ連合諸国の中で、際立った親アメリカ姿勢を見せた国となった。これらの施策は世論の大きな反発を受け、キリスト教民主アピールの支持率が低下する結果となった。2004年の欧州議会議員選挙でキリスト教民主アピールは、議席を大幅に失うという大方の予想に反して引き続き最大議席を獲得したものの、2006年の地方選挙では多くの地方政府で第1党の地位を失うという大敗を喫した。2006年の世論調査ではバルケネンデの首相としての支持率が 26パーセントから33パーセントにとどまるという結果が出され、有権者からの人気が低下していたにもかかわらず、キリスト教民主アピールの指導者としてのバルケネンデの地位は引き続き安定したものであった。2006年の初旬にキリスト教民主アピールの一部から、バルケネンデを降ろしてセース・フェールマン農業・自然・食品安全相を担ぎ上げようとする動きがあった。フェールマンはこの動きに応じず、バルケネンデに対する支持を表明した。その後バルケネンデの人気が回復し、2006年の秋には首相に相応しい人物について調査がなされたところ、バルケネンデが53パーセントという結果となり、同40パーセントだった野党第1党の党首であるファウター・ボスを上回った。この世論調査での逆転は前年のオランダ経済の着実な回復を見せたことを受けて政権が評価されたことによるものと考えられ、またボスを次期首相として相応しいと考える有権者が減ったと見なされた。

#### 第3次政権

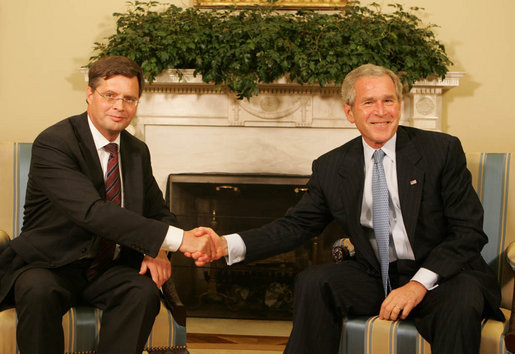
首脳会談においてバルケネンデ（左）とアメリカのジョージ・W・ブッシュ大統領（2008年6月5日・ワシントンD.C.にて）

2006年6月30日に連立与党で最小の民主66は、第2院議員アヤーン・ヒルシ・アリの帰化をめぐる騒動での移民相リタ・フェルドンクの対応に反発して連立から離脱した。バルケネンデは首相辞任と早期の総選挙実施を表明し、1週間後に暫定政権となる第3次政権を発足させた。第3次政権はキリスト教民主アピールと自由民主国民党による少数連立与党で構成され、2006年11月22日の総選挙まで在任することとなった。

#### 第4次政権

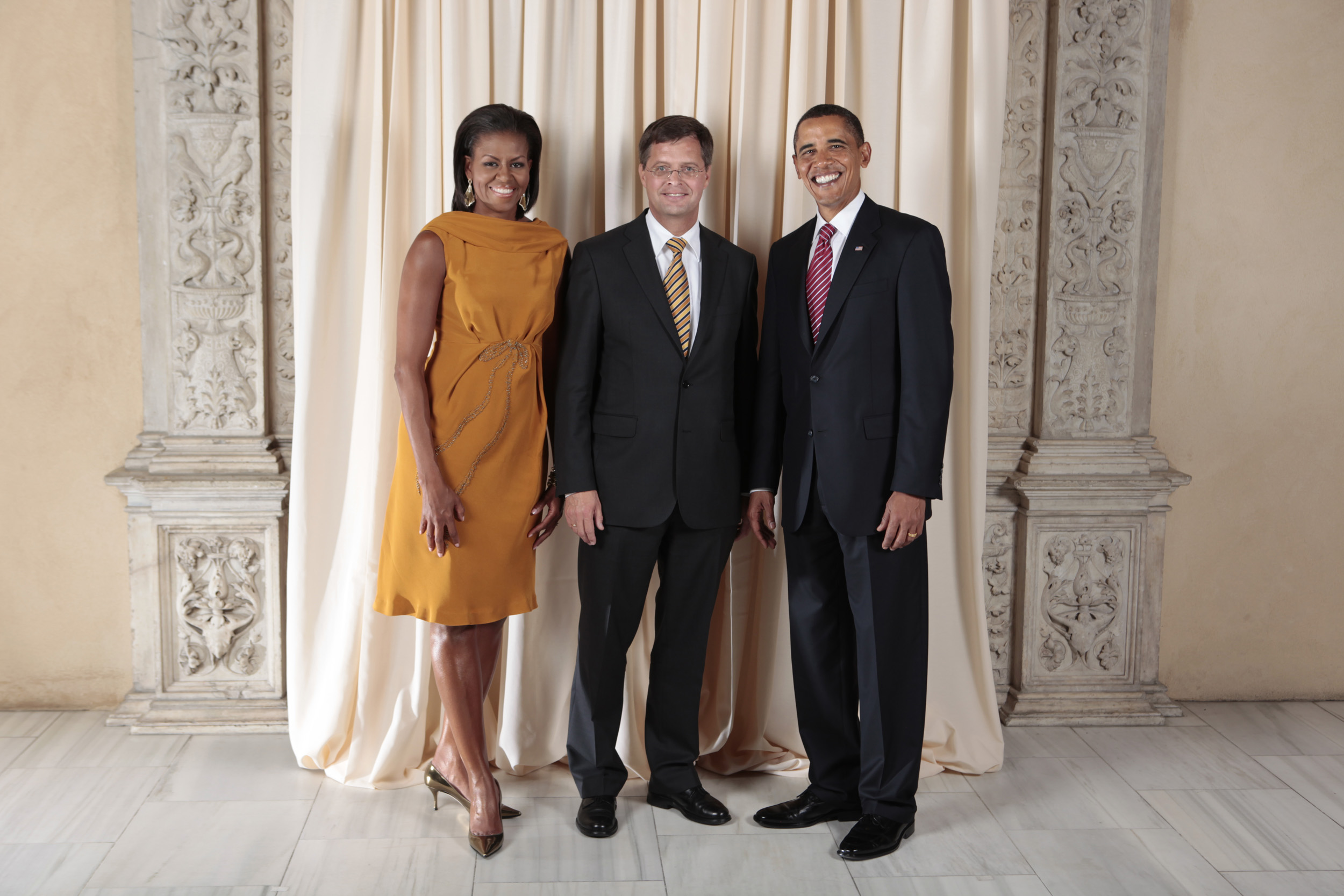
バルケネンデとアメリカのオバマ大統領夫妻

バルケネンデは総選挙で勝利し、キリスト教民主アピールの第1党としての地位を守った。この結果を受けて過半数を持つ新しい政権の樹立のための連立相手を求め、バルケネンデは労働党と正統派プロテスタントのキリスト教同盟との社会・キリスト教連立を形成した。2007年2月9日に女王ベアトリクスはバルケネンデを組閣担当者 (formateur) に指名し、同月13日に第4次バルケネンデ政権を宣言し、22日に発足させた。
2010年6月9日投開票の総選挙では野党・自由民主国民党に敗北し、同日のうちに首相退陣と政界引退を表明した。

## 備考
バルケネンデは、『ハリー・ポッターシリーズ』の主人公ハリー・ポッターにとても似ていることで知られ、実際オランダ人からヤン・ポッターと呼ばれる。このことはある種の侮辱をもって指摘されることもあるが、自身が子どもなどから人気を得るのに一役買っている面もある。2005年6月4日にベルギーのフラマン語紙ヘット・ラーツテ・ニウス上で同国のカレル・ドゥ・グヒュト外相は両者を比較して「バルケネンデはハリー・ポッターにチビでお堅いブルジョワの知能を混ぜたようなもの」と発言した。これはオランダとベルギーの間で外交問題となり、ベルギーの駐オランダ大使はオランダのベルナルト・ボット外相に謝罪を行なった。